# Denée (ort i Belgien)
Denée är en ort i Belgien.   Den ligger i provinsen Namur och regionen Vallonien, i den centrala delen av landet, 70 km söder om huvudstaden Bryssel. Denée ligger 262 meter över havet och antalet invånare är 742.
Terrängen runt Denée är platt. Runt Denée är det ganska tätbefolkat, med 75 invånare per kvadratkilometer.. Närmaste större samhälle är Namur, 18,4 km norr om Denée. 
Omgivningarna runt Denée är en mosaik av jordbruksmark och naturlig växtlighet.